# 亜臭素酸
亜臭素酸（あしゅうそさん、英 Bromous acid）は臭素のオキソ酸の一種で、不安定な反応中間体として発生する。化学式HBrO2で表され、酸化数は3。

## 生成
次亜臭素酸と次亜塩素酸との陽極酸化反応、次亜臭素酸の不均化反応、臭素酸と臭化水素との合成などにより生成する。
{\displaystyle {\ce {HBrO\ + HClO -> HBrO2\ + HCl}}}
{\displaystyle {\ce {2 HBrO -> HBrO2\ + HBr}}}
{\displaystyle {\ce {2 HBrO3\ + HBr -> 3 HBrO2}}}

## 用途
過マンガン酸塩からマンガン酸塩への還元に用いられる。
{\displaystyle {\ce {2MnO4^{-}\ +BrO2^{-}\ +OH^{-}->2MnO4^{2-}\ +BrO3^{\ }+H2O}}}